# IKEA
IKEA je švedski večnacionalni konglomerat, ki med drugim uporabnim blagom in občasno gospodinjskimi storitvami, oblikuje in prodaja že pripravljeno pohištvo, kuhinjske aparate in dodatke za dom. Podjetje IKEA, ki ga je leta 1943 na Švedskem ustanovil 17-letni Ingvar Kamprad, je od leta 2008 največji prodajalec pohištva na svetu. Blagovna znamka, ki jo skupina uporablja, je okrajšava, ki jo sestavljajo začetnice ustanovitelja (Ingvar Kamprad) in družinske kmetije Elmtaryd, kjer se je rodil ter bližnje vasi Agunnaryd (njegovo rojstno mesto v Smålandu na jugu Švedske).
Prva trgovina v Sloveniji je bila odprta februarja 2021.